# أونو سور أورن (أورن)
أونو سور أورن هي بلدية في أورن في شمال غرب فرنسا.